# Улица Ломоносова (Воронеж)
У́лица Ломоно́сова — улица Центрального района Воронежа. Соединяет Северный мост с Московским проспектом (в районе Военного городка).
Является продолжением идущей из центра города улицы Ленина. Таким образом улица замыкает цепь пр. Революции — ул. Ленина — ул. Ломоносова, соединяющую центр города с Северным микрорайоном Воронежа и выездом на Задонское шоссе.
Улица названа в честь М. В. Ломоносова (1711—1765), русского просветителя, учёного-энциклопедиста, поэта, переводчика.
Является осью исторического района СХИ, самого «зелёного» из всех районов города Воронеж. Берёт начало от центрального парка, являясь естественным продолжением проспекта Революции — улицы Ленина, заканчивается на Задонском шоссе.

## Пересечение улиц
Березовая роща, ул. Академика Прянишникова, ул. Ушинского, ул. Мичурина, ул. Дарвина, пер. Лесной, ул. Докучаева, ул. Морозова, ул. Тимирязева, пер. Учебный, пер. Опытный, Московский пр.

## Общественный транспорт
Автобусы средней и большой вместимости: 34, 9ка, 9кс.
Микроавтобусы: 3, 16, 47, 50, 313в.
Ранее вдоль участка улицы Ломоносова ходил трамвай (1931—2004 г.).
На улице расположен остановочный пункт ЮВЖД «Березовая роща»

## Парки и скверы в окрестностях улицы Ломоносова
- Воронежский центральный парк (ул. Берёзовая Роща)
- Ломоносовский сквер (ул. Берёзовая Роща)
- Парк имени К. Д. Глинки (Дендрарий ВГАУ, ул. Мичурина)
- Парк дружбы аграрных вузов России
- Ботанический сад имени Б. А. Келлера
- Северный сквер (ул. Мичурина)
- Дендрарий ВГЛТУ (ул. Тимирязева)
- Ботанический сад имени профессора  Б. М. Козо-Полянского[2]
- Лесопарк ЦНИИЛГиС (Центральный Научно-исследовательский институт лесной генетики и селекции)

## Прилегающие территории
Территории, прилегающие к улице Ломоносова, отделены от основной части города территорией ЦПКиО, расположенном на склонах балки, учебными полями СХИ, лесопарком ЦНИИЛГиС, ботаническим садом ВГУ и образуют отдельную одну из наиболее экологически чистых частей города. Большая часть территорий прилегающих к улице Ломоносова входит в водоохранную зону Воронежского водохранилища.
Административно, эта часть города входит в Центральный район и имеет полуофициальное название район СХИ. Воронежцы, обычно, именуют микрорайоны, через которые проходит дорога по жилому массиву — «Берёзовая Роща», дальше «СХИ», «ЛТИ», «Морозова», «район Ломоносова» — новый жилой массив, опытная станция ВГАУ.

### Березовая роща
Ближайшая к центральному району часть «района улицы Ломоносова». Отделена от Центрального района парком «Динамо». Другой стороной примыкает к опытным полям Воронежского государственного аграрного университета.
Название данная часть получила благодаря росшей некогда на склонах оврага в этих местах красивой березовой роще. Так же назван остановочный пункт пригородных поездов, расположенный вблизи остановки городского транспорта.
Социальные объекты
Ранее напротив железнодорожной платформы существовал мини-Рынок. В данной части находится один из корпусов МИКТ.
Отделение почтовой связи 394043 (Березовая роща, 2б).
Детский сад МДОУ N37 (Березовая Роща ул., 56, +7(473)235-38-44).
Улицы: ул. Кисловодская, пер. Кисловодский, ул. Железноводская, ул. Келлера, ул. Пятигорская, ул. Железноводская, ул. Академика Прянишникова, ул. Бунакова, ул. Гастелло, ул. Дуговая, ул. Луговая, ул. Ушинского.
Остановки общественного транспорта (3, 9а, 9ка, 9кс, 16в, 19, 20 м, 22, 23к, 25а, 29, 33к, 34, 36, 42, 44н, 47, 50, 70, 70а, 70 м, 85, 313в):
Ранее, на участке Берёзовой Рощи и далее по опытным полям СХИ, параллельно ул. Ломоносова проходили трамвайные пути.
- Березовая роща;
- Магазин (кроме 20 м, 70 и 70м).

### СХИ

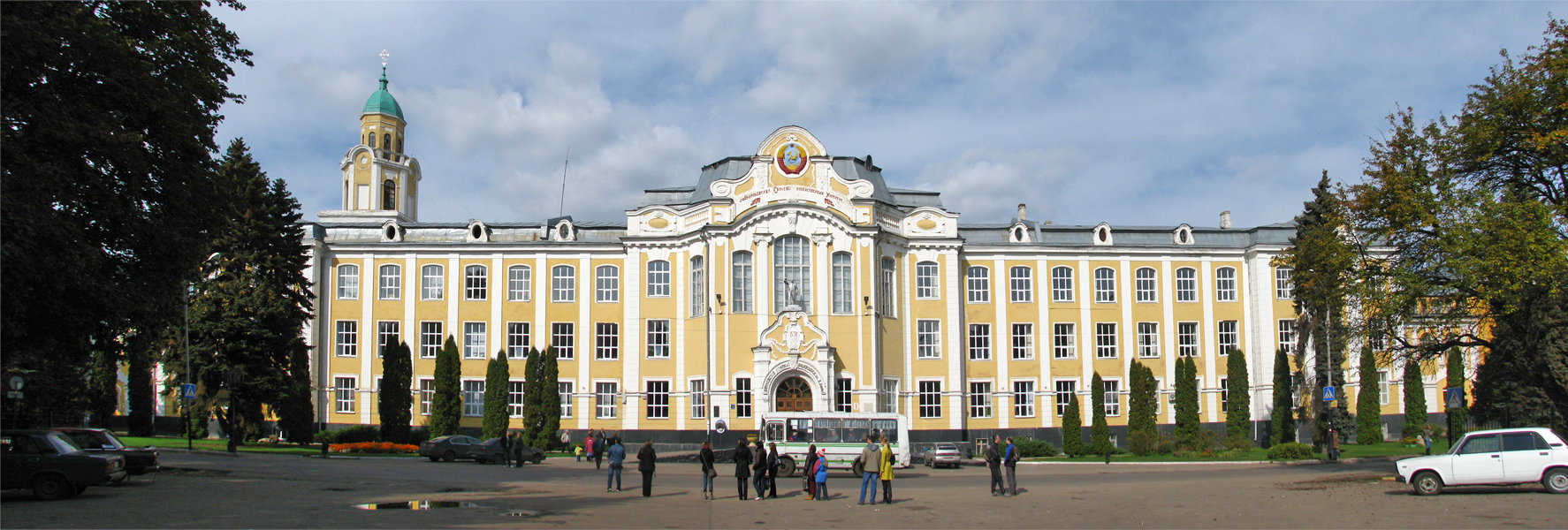
ВГАУ

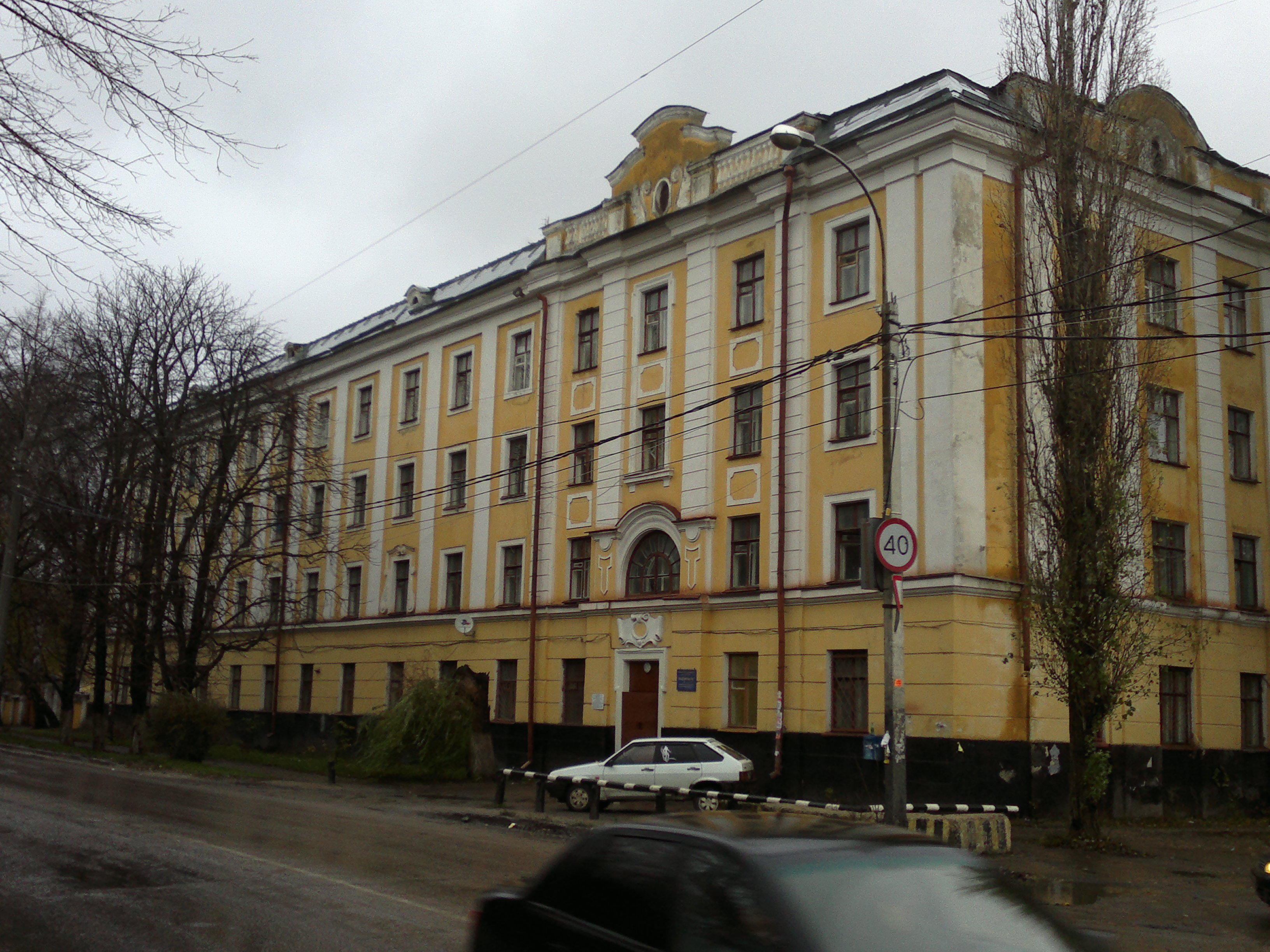
Общежитие № 1

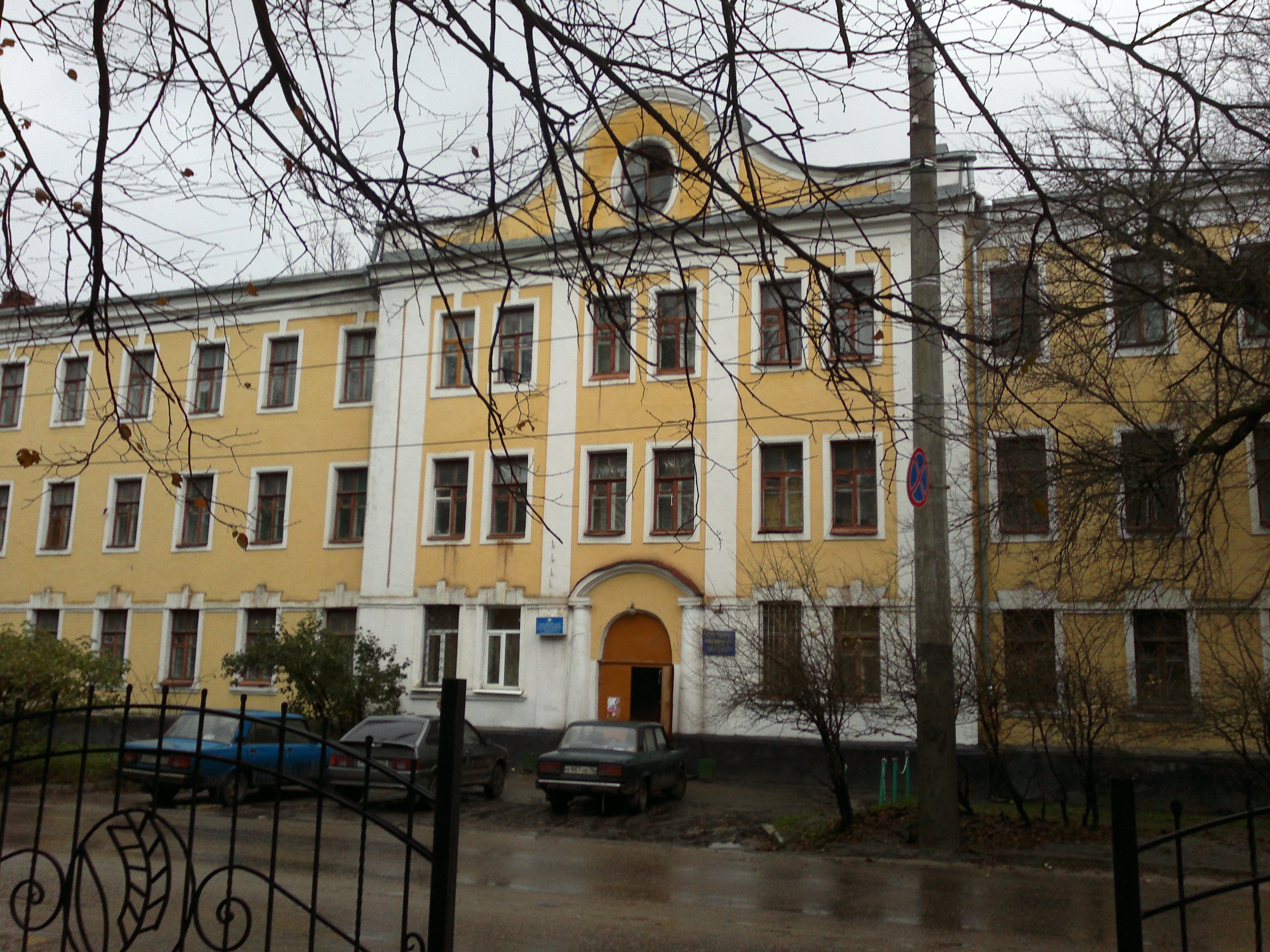
Общежитие № 2

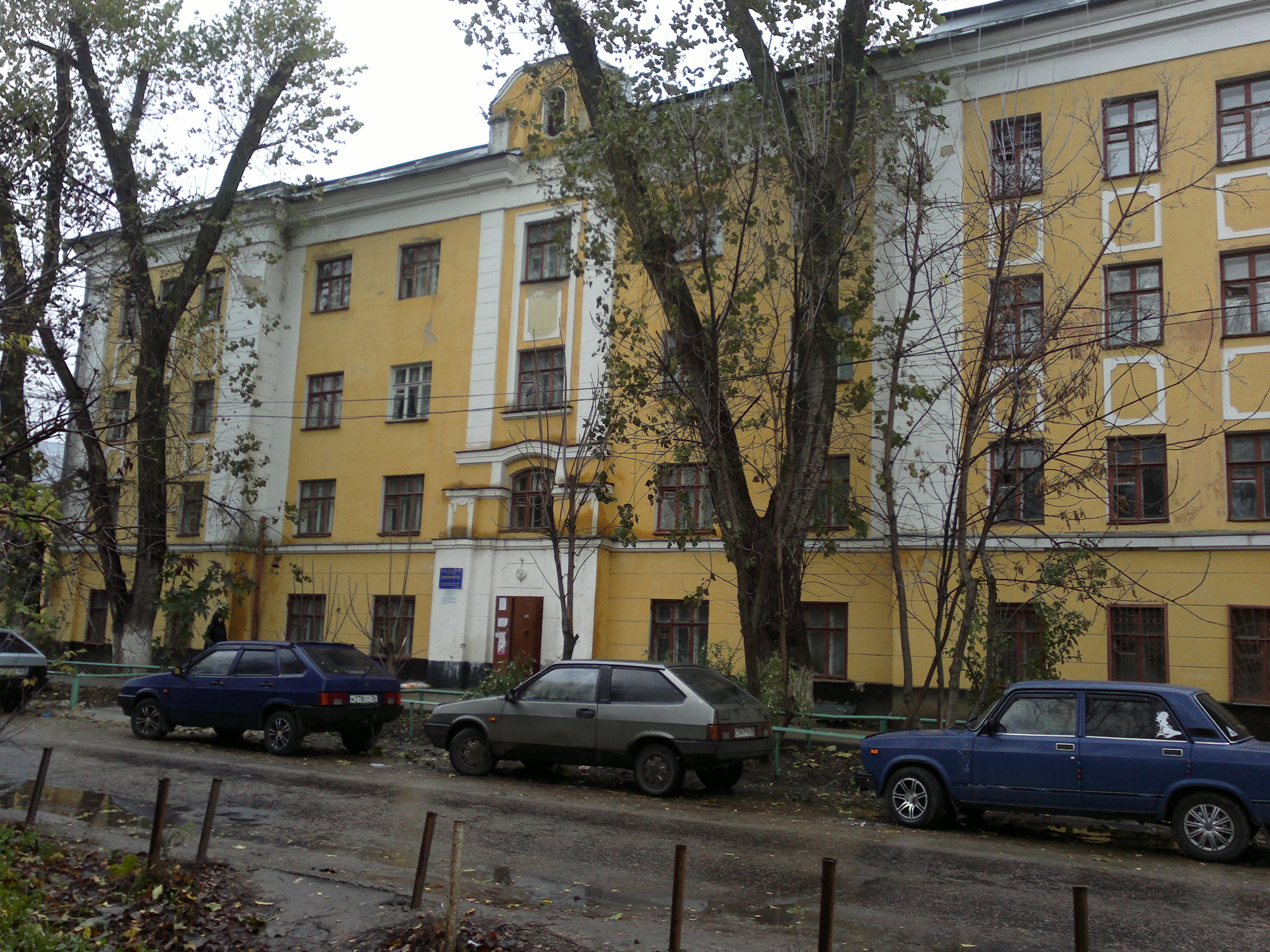
Общежитие № 3

Центральная часть исторического «городка СХИ». Начинается от Берёзовой Рощи, ранее входившей в комплекс института, по границе опытных полей и заканчивается пересечением улиц Ломоносова и Тимирязева.. Сформирован комплексом зданий, имеющим историко-культурное значение. Центральная аллея парка им. Глинки, с Красными воротами, некогда украшавшими въезд на территорию институтского городка, является визиткой комплекса. Историческая застройка начинается с первого общежития Воронежского государственного аграрного университета (ул. Ломоносова, 92).
Название совпадает с аббревиатурой исторического названия Воронежского государственного аграрного университета — Сельскохозяйственный Институт.
В данной части расположены Воронежского государственного аграрного университета: Главный корпус (Мичурина,1), Учебный корпус мехфака (Тимирязева, 13), Корпус физвоспитания (Дарвина, 16а), Учебный корпус МЖФ (Тимирязева,11), Экспоцентр (Ломоносова, 13а); Общежитие № 1 (Ломоносова, 92), Общежитие № 2 (Ломоносова, 94); Общежитие № 3 (Дарвина, 16), Общежитие № 5 (Дарвина, 5), Общежитие № 6 (Тимирязева, 21), Общежитие № 7 (Дарвина, 9). Также, корпуса и общежития Воронежской государственной лесотехнической академии
Социальные объекты
По улице Ломоносова расположены: школа МОУ СОШ № 20, детский сад — № 21 МДОУ (Ломоносова, 83 ;+7 (473) 253-79-97), музыкальная школа.
По Тимирязева:
Поликлиника № 1 центрального района (Тимирязева, 23, регистратура +7 (473) 253-76-35, детское отделение +7 (473) 253-79-57).
Баня, ул Тимирязева д. 17
Отделение почтовой связи 394087 (Дарвина, 9, +7 (473) 253-74-73,+7 (473) 213-25-41, режим работы: пн-пт 9:00 — 18:00, сб 10:00 — 17:00, перерыв 13:00 — 14:00).
Дополнительный офис Центрально-Чернозёмного банка Сбербанка России № 026 (ул. Ломоносова, 83 В).
Улицы: ул. Тимирязева, ул. Мичурина, ул. Дарвина, пер. Лесной, ул. Докучаева, ул. Морозова, пер. Докучаева.
Остановки общественного транспорта (3, 9а, 9ка, 9кс, 16в, 19, 22, 23к, 25а, 33к, 34, 36, 42, 44н, 47, 50, 70а, 85, 313в):
- Кинопрокат;
- СХИ;
- Экспоцентр; в народе именуется «ступеньки» или «порожки», по находящемуся рядом гастроному.
- Поликлиника — по требованию (кроме 9а);
- Лесотехнический институт (кроме 9а);
- Морозова (кроме 9а, конечная 29, 70а).

Особенности дорожного движения: начиная от первого корпуса ВГАУ движение одностороннее, от центра. Общественный транспорт идет по улице Тимирязева за исключением 50-го маршрута. Движение в обратную сторону организовано по улице Тимирязева, так же с односторонним движением с исключением для общественного транспорта.

### Опытная станция (СХИ)
Начинается с пересечения улиц Ломоносова и Тимирязева, отделена от Коминтерновского района учебными полями СХИ, лесопарком ЦНИИЛГиС, ботаническим садом ВГУ.
Название данная часть получила по наименованию учебного участка Воронежского государственного аграрного университета — опытной станции.
В данной части расположена Воронежская областная детская клиническая больница (Ломоносова 114), Научно-исследовательский институт лесной генетики и селекции (105,+7(473)253-71-89), корпуса и общежития Воронежского государственного аграрного университета: Учебный корпус зоотомикума (Ломоносова 114б); Ветклиника (Ломоносова, 112); Малосемейное общежитие № 4 (Ломоносова, 114/17); Общежитие № 8 (Ломоносова, 114/2).
Социальные объекты
Социальная сфера практически не развита. Отсутствуют: детские сады, школы, отделения почтовой связи, поликлиники. Планируется возведение школы и детского сада.
В настоящее время часть активно застраивается 9-11 этажными жилыми домами.
Торговля.
Супермаркеты: Пятёрочка (ранее Пятью пять) (114е), Добрый, Зелёный остров, Магнит (114/8), Росинка, Винегрет (117).
Магазины: Виктор (ремонтируется). Множество мелких торговых точек. Несколько аптек.
Отделение № 9913 (дополнительный офис 0177) Центрально-Чернозёмного банка Сбербанка России (Ломоносова 114/10, +7(473)224-39-45).
Спорт.
Лыжная база, Конюшня, фитнес клуб.
Улицы: Пер. опытный, пер. Учебный, ул. Лесная поляна.

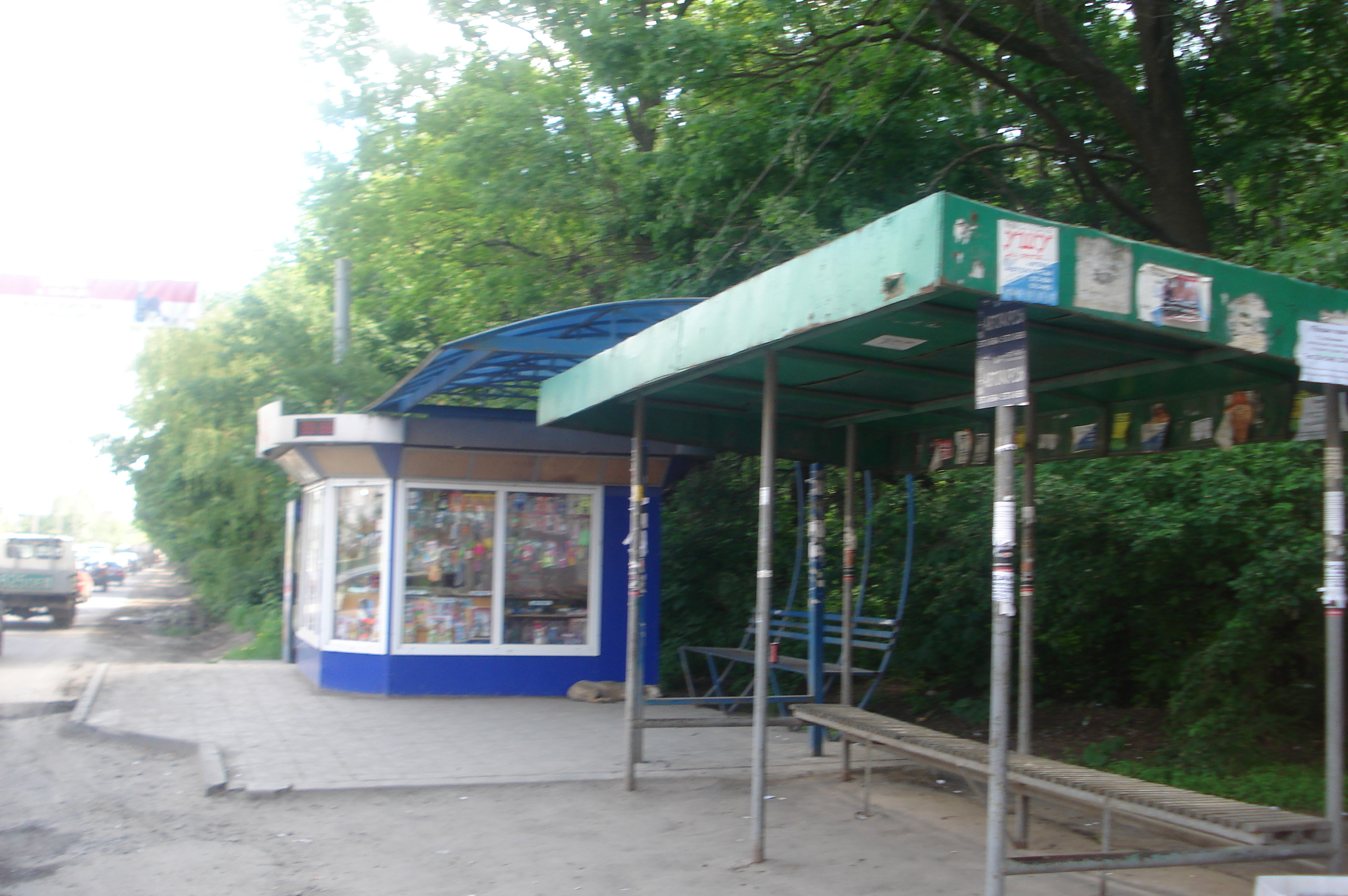
Genetic Institute Bus stop

Остановки общественного транспорта (3, 9ка, 9кс, 16в, 19, 22, 23к, 25а, 33к, 34, 36, 42, 44н, 47, 50, 85, 313в):
- Детская областная клиническая больница (неофициально, кроме 44н);
- Микрорайон «Берёзовая роща» (Площадка);
- Институт Генетики;
- Опытная станция СХИ.

19 июля 2004 остановка «Институт Генетики» (по нечетной стороне) стала местом теракта.

## Проблемы развития
«Район улицы Ломоносова» непосредственно примыкает к центру города и является уникальной для Воронежа «загазованной артерией», существенно ухудшающей экологическую обстановку некогда «зелёных лёгких» района. Соответственно, сохранность экосистемы на указанной территории и имеющиеся экологические проблемы, влияют на жизнь города в целом.
Основные экологические проблемы вызваны прежде всего
- ведущейся сейчас интенсивной застройкой[5][6] и прокладкой нескольких магистральных дорог, пересекающих местность.Строительная площадка рядом с улицей Шишкова

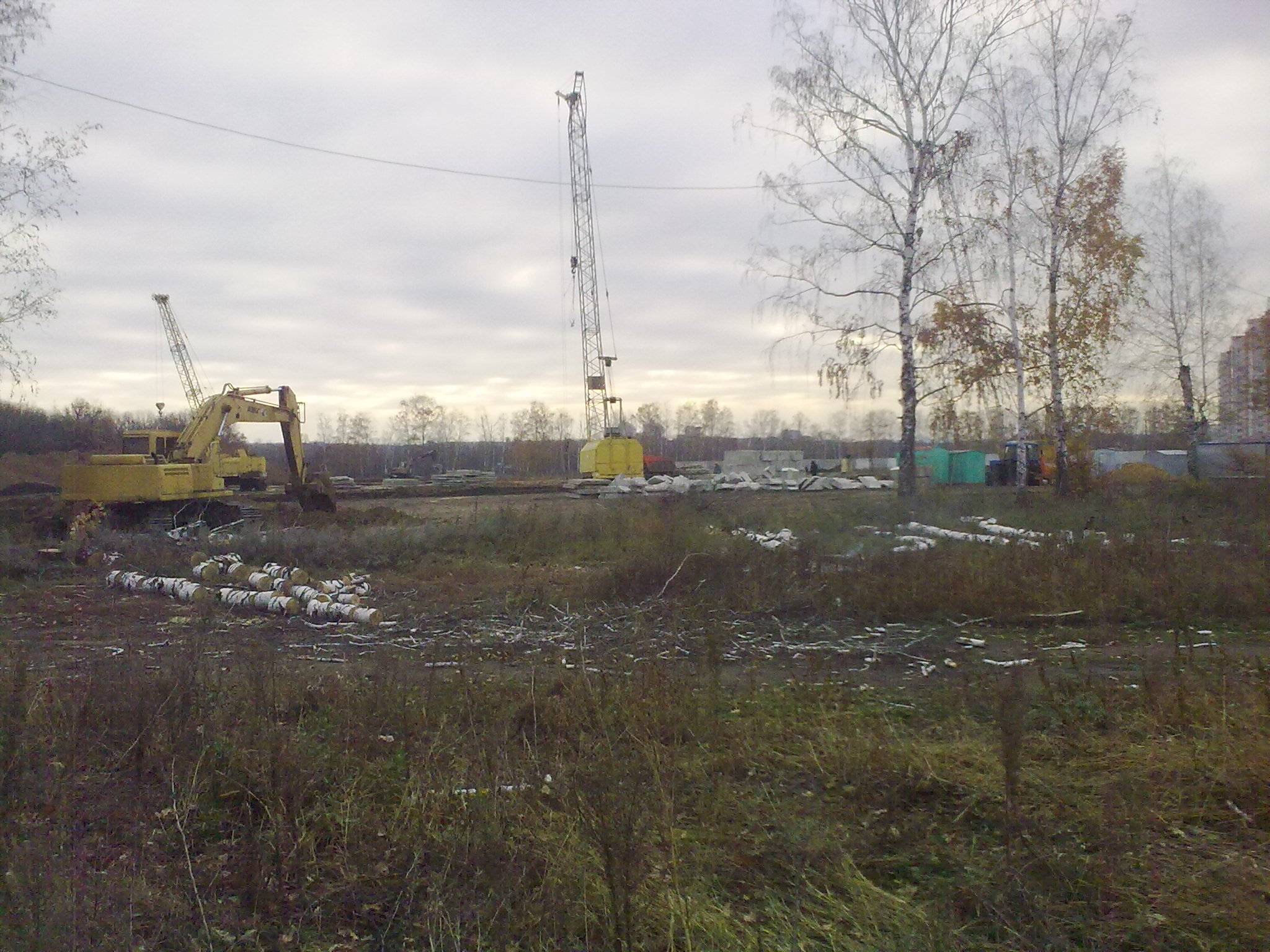
Строительная площадка рядом с улицей Шишкова

- высокой загруженностью улицы Ломоносова автотранспортом.Пробка возле НИИЛГС

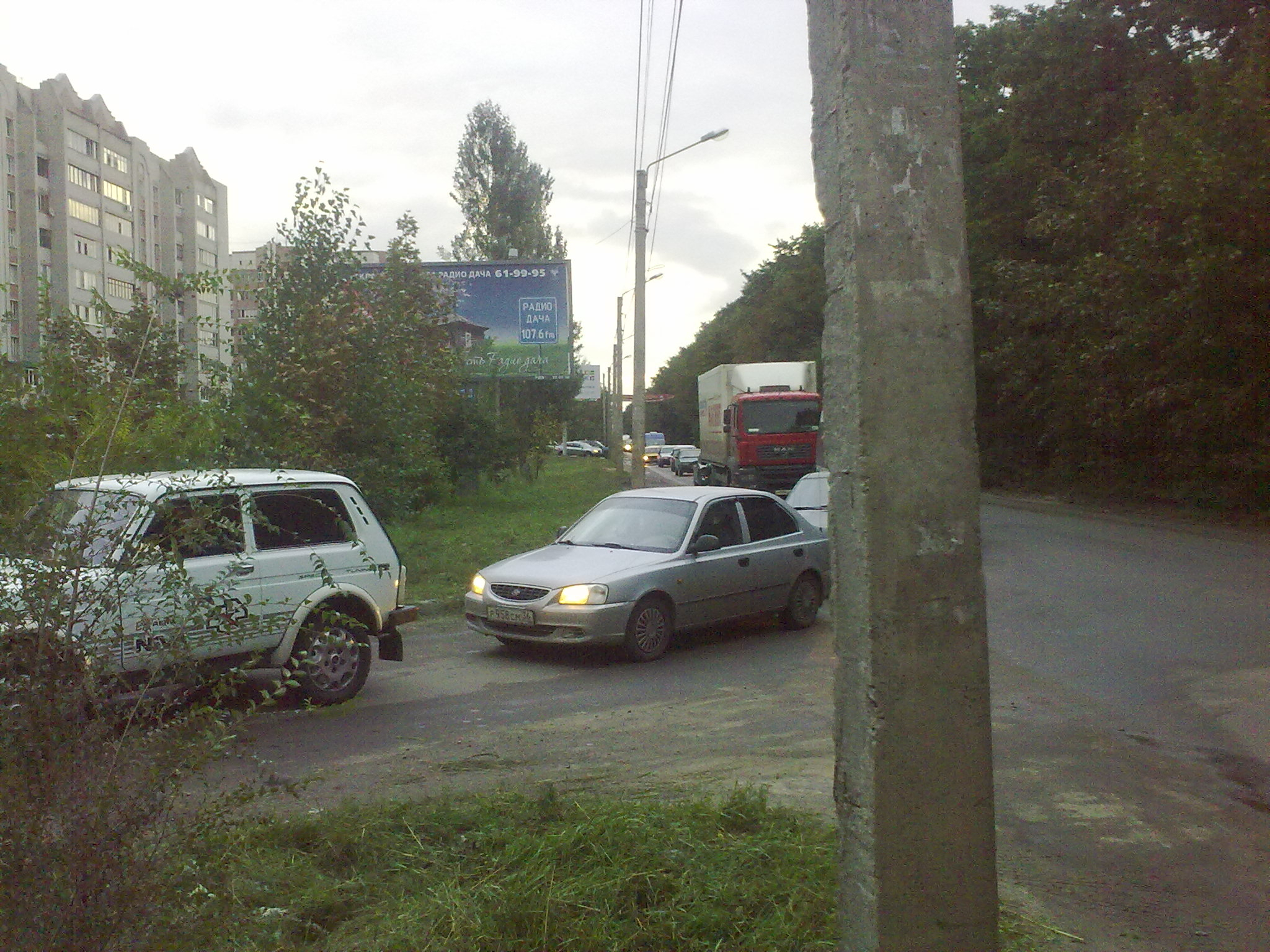
Пробка возле НИИЛГС

На качество жизни в «районе улицы Ломоносова» также влияют проблемы связанные с обустройством и развитием территории:
- В «районе улицы Ломоносова» слабо развита социальная сфера: мало школ, детских дошкольных, лечебных учреждений.
- Отсутствует официальное оформление фактически существующей остановки «Детская областная клиническая больница», что создает существенные неудобства для посетителей БУЗ ВО «Воронежская областная детская клиническая больница № 1» и детской консультативной поликлиники.
- Район опытной станции имеет весьма запутанную нумерацию. Номера домов расставлены не по порядку, с применением разных систем нумерации: 114/10Г, 114/А, 114, 114/17; название остановки "Микрорайон «Березка» похоже на сокращенное название остановки «Березовая роща» («Березка»).
- Плохое, а иногда и отсутствующее, обслуживание коммуникаций. Примером плохо обслуживаемых коммуникаций является канализация, идущая от улицы Лесная поляна вдоль улицы Ломоносова. Канализационные стоки из приведенной трубы стекают иногда месяцами, засоряя родник «Ржавчик», расположенный ниже в овраге.